# Myxasteridae
De Myxasteridae zijn een familie van zeesterren uit de orde Velatida.

## Geslachten
- Asthenactis Fisher, 1906
- Myxaster Perrier, 1885
- Pythonaster Sladen in Thomson & Murray, 1885

## Afbeeldingen

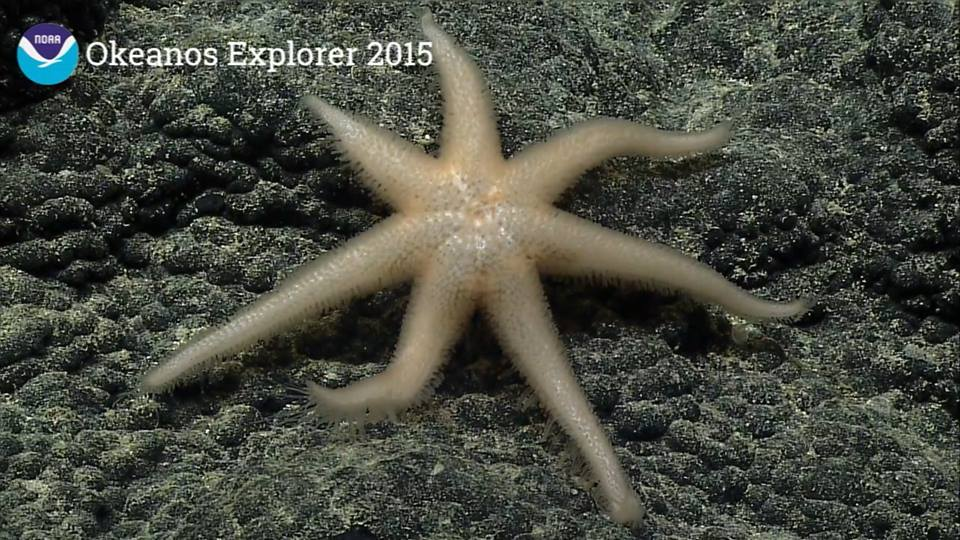
Asthenactis papyraceus
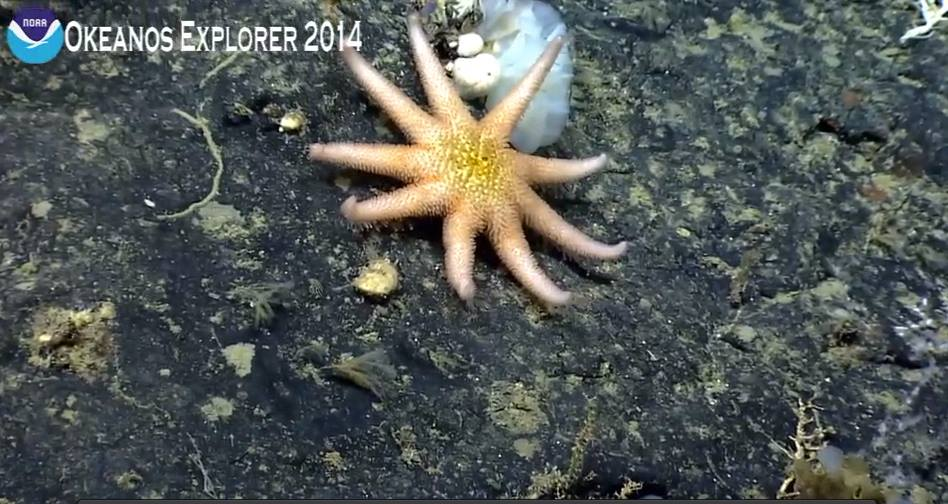
Myxaster sp.
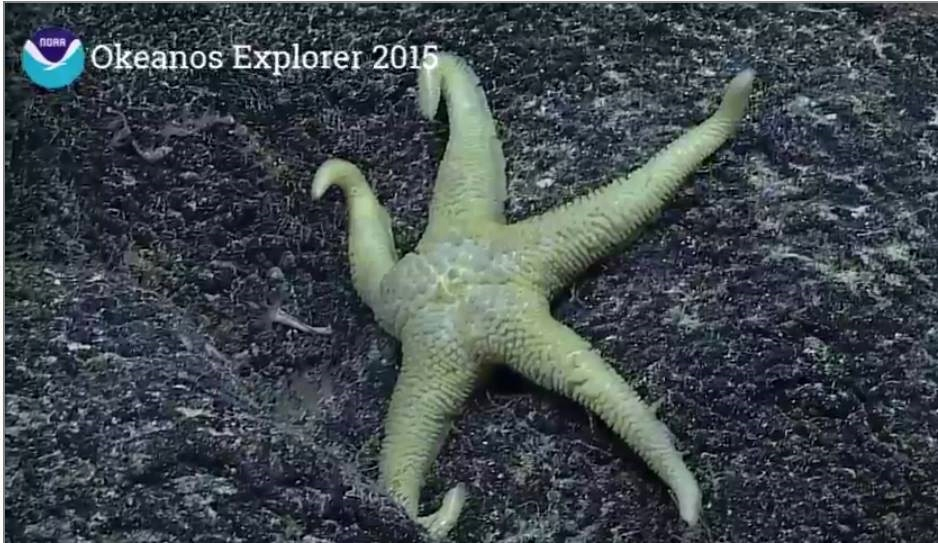
Pythonaster sp.